# 144 км (пост)
Пост 144 км — колійний пост Конотопської дирекції залізничних перевезень Південно-Західної залізниці. Код поста в ЄМР 327241. Код Експрес 2200465.
Розташований на лінії Бахмач-Гомельський — Хоробичі — Деревини між станцією колійним постом 139 км (5 км) та станцією Цєраховка залізниць Білорусі. Відстань до Деревинів — 1 км, до Бахмача-Гомельського — 144 км.
Відкритий 2008 року. Вантажні та пасажирські операції не здійснюються.